# Jules de Trooz
Jules Henri Ghislain Marie, Trooz bárója (Leuven, 1857. február 21.– Brüsszel, 1907. december 31.) belga politikus és államférfi volt, Belgium miniszterelnöke rövid ideig 1907-ben.

## Élete
De Trooz 1857-ben Leuven-ben született, szülővárosában filozófiai tanulmányokat folytatott. A katolikus párt képviseletében kezdett politizálni, 1899-ben megválasztották Leuven képviselőjének a belga képviselőházba, amelynek elnöke is volt.
1899 és 1907 között Paul de Smet de Naeyer második kormányában belügyminiszteri posztot töltött be, de felelős volt a közoktatásért is.
1907. május 2-án kormányt alakított, de december 31-én Brüsszelben bekövetkezett halála miatt nem tudta kitölteni hivatali idejét. Az általa alakított kormány január 8-án mondott le hivatalosan.

## A de Trooz-kormány tagjai
| Miniszteri tiszt                     | Név                         | Párt      |
| ------------------------------------ | --------------------------- | --------- |
| Külügyminiszter                      | Julien Davignon             | Katolikus |
| Belügyminiszter                      | Jules de Trooz              | Katolikus |
| Művészeti és tudományos miniszter    | Edouard Descamps            | Katolikus |
| Igazságügyminiszter                  | Jules Renkin                | Katolikus |
| Pénzügyminiszter                     | Julien Liebaert             | Katolikus |
| Mezőgazdasági miniszter              | Joris Helleputte ad interim | Katolikus |
| Közmunkaügyi miniszter               | Auguste Delbeke             | Katolikus |
| Vasút, posta és távközlési miniszter | Joris Helleputte            | Katolikus |
| Ipari és munkaügyi miniszter         | Armand Hubert               | Katolikus |
| Hadügyminiszter                      | Joseph Hellebaut            |           |

## Fordítás
- Ez a szócikk részben vagy egészben  a   Jules de Trooz című holland Wikipédia-szócikk fordításán alapul.  Az eredeti cikk szerkesztőit annak laptörténete sorolja fel. Ez a jelzés csupán a megfogalmazás eredetét és a szerzői jogokat jelzi, nem szolgál a cikkben szereplő információk forrásmegjelöléseként.